# Jetze Tjalma
Jetze Tjalma (Veen, 5 juni 1893 - Voorschoten, 18 oktober 1985) was een Nederlands burgemeester en Kamerlid voor de Anti-Revolutionaire Partij.
Tjalma was een zoon van predikant Gerrit Tjalma (1866-1947) en Frederika Kuipers (1865-1903). Zijn jongere broer Roelof Tjalma was ook burgemeester, van Maartensdijk en Kesteren.

## Bestuurlijke loopbaan
Tjalma begon zijn ambtelijke carrière in 1917 op de secretarie van de gemeente Gorinchem en werd in 1920 gemeentesecretaris van Zuilichem. Hij was burgemeester van Genemuiden (1922-1927) en Hoogeveen (1927-1958). Daarnaast was hij in 1951-1952 waarnemend burgemeester van Westerbork (1951-1952).
Tijdens de Tweede Wereldoorlog probeerde burgemeester Tjalma het vertrouwen van de Duitse bezetters te winnen door de openbare orde te handhaven en de bevolking op te roepen tot terughoudendheid en kalmte. Op 16 mei 1940, direct na de capitulatie, ondertekende Tjalma brieven aan alle Joodse inwoners van Hoogeveen om zich op 18 mei 1940 bij de bezetter te melden. Hij verleende medewerking bij het aanhouden van joden en maakte alle administratie mogelijk voor het registreren van Hoogeveense Joden. Deze gegevens werden gebruikt voor het opsporen en deporteren van joden.

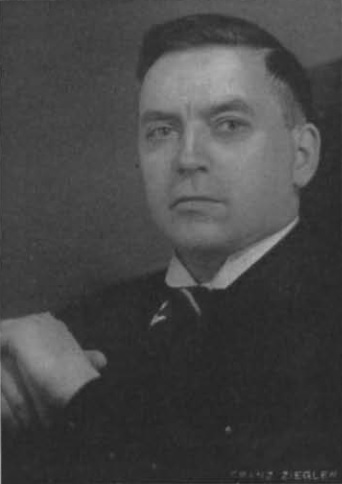
J. Tjalma

In 1941 was Tjalma enige tijd gijzelaar in Kamp Schoorl en Buchenwald. Tjalma werd met circa negentig andere vooraanstaande antirevolutionairen gearresteerd, maar weer vrijgelaten. Terug in Hoogeveen maakte hij op verzoek van de bezetter een lijst met 200 mannen die moesten werken aan de door de Duitsers aangelegde Fliegerhorst Havelte. Nadat van hen 190 niet kwamen opdagen was het vertrouwen van de Duitsers in Tjalma weg en werd hij in 1944 aangehouden, ontslagen en vervangen door de NSB-er Jan Marinus Veldhuis. Na zijn ontslag verbleef Tjalma in het Huis van Bewaring in Groningen, daarna in gijzeling in Kamp Sint-Michielsgestel.
Bij zijn terugkeer in 1945 werd hij op last van het Militair Gezag niet direct in zijn functie hersteld. De Zuiveringscommissie kreeg tal van beschuldigingen tegen Tjalma binnen en was uitermate kritisch. Onder leiding van burgemeester Tjalma waren alle Joodse personen in de gemeente bij voorbaat al bij de bezetter gemeld en hij had alle medewerking bij de aanhoudingen verleend. Commissaris van de Koningin R.H. de Vos van Steenwijk nam het voor hem op en zorgde er met zijn betoog in de commissie voor dat Tjalma in juli 1946 zijn ambt als burgemeester van Hoogeveen weer kon oppakken. In 1958 ging hij met pensioen. 
Ook in de landelijke politiek speelde hij een vooraanstaande rol. Tjalma was lid van de ARP, waarvan hij vanaf 1953 landelijk penningmeester was. Hij combineerde zijn burgemeesterschap met diverse vertegenwoordigende functies, als lid van Provinciale Staten van Drenthe (1931-1941), van de Tweede Kamer (1937-1946) en van de Eerste Kamer (1948-1966), sinds 1961 als fractievoorzitter. In beide kamers was hij woordvoerder voor binnenlandse zaken en verkeer en waterstaat. In 1964-1966 was hij ook lid van de Parlementaire Vergadering van de Raad van Europa en de West-Europese Unie.

## Naoorlogs onderzoek
Als burgemeester van Hoogeveen bleef Tjalma na de oorlog onverminderd populair. In 1951 werd hij Ridder in de Orde van Oranje-Nassau. In 1963 werd hij benoemd tot ereburger van Hoogeveen. In 1968 werd het park achter het raadhuis naar hem vernoemd. Ook de brandweerkazerne kreeg zijn naam.
In de 21e eeuw ontstond de behoefte zijn rol in de Tweede Wereldoorlog nader te onderzoeken. Peter Romijn van het NIOD vermeldde Jetze Tjalma in zijn in 2006 gepubliceerd onderzoek naar burgemeesters in oorlogstijd. Ook historicus Albert Metselaar deed onderzoek. Volgens hem werd op aanwijzing van Tjalma onder meer in 1951 een trottoir aangelegd over Joodse graven.
De gemeente Hoogeveen besloot begin 2020 een onafhankelijk onderzoek in te laten stellen door de historicus Robin te Slaa, onder auspiciën van het NIOD. Na verschijnen van het rapport in augustus 2020 werd het Ereburgerschap van Tjalma postuum ingetrokken vanwege zijn omstreden optreden tijdens de Tweede Wereldoorlog.
in 2022 werd het naar hem genoemde park achter het gemeentehuis hernoemd naar Raadhuispark. 
- Biografisch Portaal: 48170165
- Parlement.com: vg09llar1tym